# Chabad.org
Chabad.org è il sito web principale del movimento chassidico di ebraismo ortodosso Chabad-Lubavitch. Serve non solo i propri membri ma gli ebrei di tutto il mondo in generale. È stato uno dei primi siti ebraici su internet e la prima e più grande comunità virtuale.

## Storia
Nel 1988 Rabbi Yosef Yitzchak Kazen, rabbino Chabad, iniziò a inserire informazioni sul movimento Chabad-Lubavitch su Internet. Con l'avvento delle tecnologie informatiche della comunicazione Kazen riconobbe le relative potenzialità di raggiungere un pubblico quasi illimitato, libero da vincoli geografici o d'altro tipo. Kazen digitalizzò migliaia di documenti in quella che divenne la prima biblioteca virtuale ebraica, consentendo a migliaia di persone di conoscere l'ebraismo per la prima volta. Chabad.org servì da modello ad altre organizzazioni ebraiche che hanno poi creato i propri siti web educativi.
Dopo la morte di Kazan, nel 1998, il sito venne assorbito dal Chabad Lubavitch Media Center diretto da Rabbi Zalman Shmotkin. Oggi tale Centro gestisce 1100 siti web, compreso il Chabad.org, siti specializzati in vacanze e turismo e oltre 1500 siti specifici per le Case Chabad sparse per il mondo.

## Archivio Educativo Ebraico
Chabad.org ha un fornito archivio ebraico di base che comprende più di 100.000 articoli informativi, dall'ebraismo basilare alla filosofia. Le categorie principali sono: l'essere umano, Dio & l'Uomo, Idee e Concetti, la Torah, il Mondo fisico, il Calendario ebraico, Scienza & Tecnologia, popolazioni ed Eventi.
Ci sono sezioni approfondite su: Shabbat, Kosher, Tefillin, Mezuzah, il rito ebraico dei morti e del lutto, e un conciso settore per la Sinagoga.

## Chiedi al Rabbino
Chabad.org è stato un sito pioniere per la rubrica "Ask the Rabbi (Chiedi al Rabbino)", ora usata da molti altri siti ebraici. Sin dal 1988 Rabbi Yosef Yitzchak Kazen aveva raggiunto migliaia di persone tramite FidoNet, una rete ed un sistema interconnesso per lo scambio ed il trasporto file e messaggi usato dalle BBS prima dell'esplosione del World wide web.
Nel 1994 Kazen inaugurò la prima versione del sito "Ask the Rabbi". La versione attuale, in cui 40 rabbini ed educatori rispondono a domande via e-mail, ha risposto ad oltre 500.000 domande nel periodo 2001–2006, con una media di 270 domande al giorno. Molta gente coglie l'occasione dell'anonimità web per esprimere idee e chiedere consigli a Chabad.org.
Con lo scopo di servire la popolazione femminile, Chabad.org opera anche TheJewishWoman.org con "Dear Rachel (Cara Rachele)", un servizio web gestito da donne per donne.

## Dettagli
Chabad.org gestisce una quantità di siti affiliati, inclusi i seguenti:
- una Rivista settimanale sulla Torah e la vita contemporanea.
- Un motore di ricerca che permette all'utente di trovare velocemente una Casa Chabad in qualsiasi parte del mondo.
- Una Biblioteca online che contiene circa 100.000 articoli.
- Uno spazio "Ask the Rabbi".
- Un portale multimediale dove l'utente può scaricare audio e video ebraici e dell'ultimo Rebbe
- Una sezione per bambini.
- Una sezione "Notizie" che offre informazioni sulle attività degli Shluchim ("emissari") Chabad Lubavitch.
- Parti del sito sono tradotte in svariate lingue.
- Una zona riservata ai bambini, che comprende video online dello spettacolo di pupazzi "Itche Kadoozy Show".

## Statistiche
Chabad.org e siti affiliati affermano di avere oltre 7,6 milioni di visite al mese, con più di 365.000 abbonati email.